# Saxicola leucurus
La tarabilla coliblanca (Saxicola leucurus) es una especie de ave paseriforme de la familia Muscicapidae propia del subcontinente indio.

## Descripción
Es muy similar a la tarabilla común (Saxicola rubicola). El macho tiene la cabeza negra, los laterales del cuello blanco y una mancha de color canela anaranjado en el pecho. Su espalda y alas son de color pardo oscuro, tiene el obispillo blanco y una mancha banca en las coberteras de las alas. La clave para diferenciarla de la tarabilla común es el vexilo interior de las plumas exteriores de la cola que son visibles cuando extiende en vuelo la cola, o cuando aterriza, aunque no puede verse cuando la tiene plegada. La hembra es muy similar a la de la tarabilla común aunque en general más clara, con el plumaje pardo claro en las partes superiores, salvo el obispillo blanco, y las partes inferiores color crema claro llegando a ser blanco en el vientre.

## Taxonomía
Aunque se considera monotípica existe una ligera variación de plumaje desde las montañas del sur de Assam (donde son más oscuras y con el pico más grande) a Pakistán (donde su pecho es más rojizo). Aunque se solapa con la tarabilla asiática en parte de su área de distribución, pero no se hibridan.

## Distribución y hábitat
Se encuentra en las llanuras al piel de las montañas que circundan el subcontinente indio, distribuido por Bangladés, el norte de la India (junto al Himalaya hasta el sur de las montañas de Assam  y Manipur), Nepal, Pakistán y Birmania.
La tarabilla coliblanca vive en humedales cercanos a las montañas. Prefiere los herbazales húmedos y zonas pantanosas con hierbas altas, juntos y tamarices. Realizan desplazamientos locales a causa de la disponibilidad de agua y posiblemente por la reproducción.